# Live in London (Testament)
A Live in London a Testament nevű thrash metal együttes koncertvideója, amelyet az újjáalakult klasszikus felállás 10 Days in May elnevezésű turnéjának telt házas londoni állomásán rögzítettek 2005-ben.
A koncert első felében John Tempesta dobol és csak a Trial by Fire után csatlakozik a régi társakhoz Louie Clemente, aki 1992-es kiválása után teljesen felhagyott a zenéléssel és a kimaradt 13 évben megkopott az állóképessége. A koncert műsorát az 1987 és 1992 között megjelent Testament-albumok dalaiból állították össze. A koncert hanganyagát a videóval egy időben CD-n is kiadták.
A Testament újjáalakulása nem csak erre a rövid turnéra szólt. A visszatérő Alex Skolnick gitáros és Greg Christian basszusgitáros is a végig kitartó Chuck Billy énekessel és Eric Peterson gitárossal való közös munka folytatása mellett döntött. Egyedül Clemente nem tudta vállalni az ezzel járó terheket, így a következő években különböző dobosokkal turnézott a zenekar, majd 2008-ban új stúdióalbumot vettek fel (The Formation of Damnation).

## Dalok
1. The Preacher – 4:10
2. The New Order – 4:39
3. The Haunting – 4:27
4. Electric Crown – 5:40
5. Sins of Omission – 5:24
6. Souls of Black – 3:59
7. Into the Pit – 3:06
8. Trial by Fire – 5:17
9. Practice What You Preach – 5:27
10. Let Go of My World – 3:41
11. The Legacy – 5:29
12. Over the Wall – 4:52
13. Raging Waters – 4:41
14. Disciples of the Watch – 5:15

## Közreműködők
- Chuck Billy – ének
- Eric Peterson – gitár, szólógitár
- Alex Skolnick – szólógitár
- Greg Christian – basszusgitár
- Louie Clemente – dob (9-14. dal)
- John Tempesta – dob (1-8. dal)